# Acrocercops diacentrota
Acrocercops diacentrota là một loài bướm đêm thuộc họ Gracillariidae. Nó được tìm thấy ở Tây Bengal, Ấn Độ. Nó được miêu tả bởi Edward Meyrick năm 1935. Ấu trùng ăn Michelia champaca.